# 白山連峰合衆国
白山連峰合衆国（はくさんれんぽうがっしゅうこく）は、1989年（平成元年）から2004年まで石川県に存在した観光連合体（ミニ独立国）。
解体後の業務は「白山麓観光情報センター」に引き継がれた。

## 概要
1989年5月設立。白山麓の1町5村がそれぞれ「州」を名乗り連携し、都市との交流活動を通して観光産業とこれに関連する農林商工業の振興、および歴史・文化・伝統の継承による地域の活性化をはかることを目的としていた。
“合衆国政府”（事務局）は、当初鶴来町内に置かれたが、のちに道の駅しらやまさん（辰口町）に移転した。“大統領”も当初は“州知事”（町村長）が持ち回りで務めていたが、2001年からは民間人（JTBから出向）が務めていた。
合衆国のマークは、図案化した白山の下にクロユリの6枚の花びらを6色で描き、1町5村の団結を表現していた。
旧吉野谷村及び旧尾口村では、各集落の名を書いた看板に合衆国のマークをあしらったものを使用していた。
白山市誕生後も、合衆国マークの上に白山市のマークを重ね貼りした看板をそのまま使用している。
“合衆国国際交流事業”として、アメリカ･コロラド州のジェファーソン郡と1991年に“友好都市提携”していた。
農林水産省などが主催する2003年度の「第1回オーライ!ニッポン大賞」で、グリーンツーリズム、都市と農山漁村の橋渡しへの取り組みが評価され、審査委員会長賞を受賞している。
白山市への合併に伴い、2004年11月30日をもって合衆国は解散した。

## 州の構成
- 鶴来州
- 河内州
- 鳥越州
- 吉野谷州
- 尾口州
- 白峰州

## 主な事業
- イベントの主催
  - 小さな旅：年12回実施、
  - 白山周遊バス見学：年1回実施
- 地域内団体等が企画するイベント等への支援
（企画、参加の呼びかけ等の支援）
- その他
  - 地域活動関連団体・組織の立ち上げ支援
  - 行政との連絡調整
  - 情報発信-情報誌・パンフレット等、
  - 会員制度「白山ふるさとクラブ」の運営、
  - 道の駅「しらやまさん」の管理 など